# Bishop Bridge
Die Bishop Bridge ist eine ehemalige Straßenbrücke in der schottischen Ortschaft Ceres in der Council Area Fife. Das heute nur noch von Fußgängern genutzte Bauwerk wurde 1972 als Einzeldenkmal in die schottischen Denkmallisten in der höchsten Denkmalkategorie A aufgenommen. Ihr Name leitet sich von James Sharp, Erzbischof von St Andrews, ab.

## Beschreibung
Die Bishop Bridge wurde im Laufe des 17. Jahrhunderts erbaut. Die Bogenbrücke überspannt den Bach Ceres Burn mit einem Segmentbogen mit einer lichten Weite von 8,2 m. Ihre maximale Höhe beträgt 4,1 m. Die Fußgängerbrücke weist eine Gesamtbreite von 2,5 m auf. Die Weite zwischen den begrenzenden Brüstungen beträgt 1,8 m. Der Mauerwerksviadukt besteht aus Bruchstein mit ausgemauertem Bogen. Der Gehweg ist gepflastert. An der Ostseite der Brücke steht der Freimaurertempel von Ceres.